# Pachygnatha mucronata
Pachygnatha mucronata là một loài nhện trong họ Tetragnathidae.
Loài này thuộc chi Pachygnatha. Pachygnatha mucronata được miêu tả năm 1910 bởi Tullgren.